# Jordi Bernàcer i Valdés
Jordi Bernàcer i Valdés (Alcoi, 5 de novembre de 1976) és un director d'orquestra, assistent de Lorin Maazel i Zubin Mehta en el Palau de les Arts de València. És el més jove d'una nova generació de directors d'orquestra formada per Pablo Heras-Casado, Pablo González, Rubén Gimeno i Nacho de Paz entre d'altres, caracteritzada per la seua gran formació acadèmica, musical i tècnica, compromesos amb la música contemporània i de tots els temps. L'any 2010 ha suposat un punt d'inflexió en la seua carrera, els seus grans reptes han sigut dirigir l'Òpera de San Francisco, el monogràfic Pierre Boulez amb l'Orquestra i Cor Nacionals d'Espanya a l'Auditori Nacional de Música i l'òpera Manon de Jules Massenet a l'Orquestra de la Comunitat Valenciana en el Palau de les Arts sent el primer alcoià que dirigeix a l'Orquestra Nacional i el primer Valencià que dirigeix una òpera en el Palau de les Arts.

## Formació acadèmica
Inicia els seus estudis musicals a Alcoi a l'edat de sis anys, diplomant-se en l'especialitat de flauta, Musicologia, Direcció de Cor i Direcció d'Orquestra en el Conservatori Joaquín Rodrigo de València.
Assisteix als cursos internacionals de direcció d'orquestra del romanés Ervin Acél en la Universität für Musik und darstellende Kunst de Viena, perfeccionant-se entre els anys 2000 i 2004 en el Konservatorium Wien amb Georg Mark i Reinhard Schwarz. Es diploma amb les màximes qualificacions dirigint en l'examen final de carrera la Quinta Simfonia de Jean Sibelius a l'Orquestra de la Radiotelevisió Eslovaca en la Ràdio KulturHaus de Viena. Així mateix dirigeix a l'Orquestra del Konservatorium. Le nozze de Figaro, Die Zauberflöte de Mozart i La Traviata i La Bohème de Puccini. El 1997 obté el Premi en Direcció d'Orquestra del Verein Wiener Musikseminar. El 2004 participa en el Beethoven Workshop impartit per Daniel Barenboim i és seleccionat per a dirigir en el Musikverein de Viena a l'Orquestra del Konservatorium Wien.
Va ser finalista en el "Concurso Nacional de jóvenes directores de Orquesta" organitzat per la "Orquesta Ciudad de Granada" el 1999 i 2003.

## Carrera professional[5]
El 2004 és nomenat segon director del Cor de la Generalitat Valenciana. Ha sigut assistent de Lorin Maazel, Zubin Mentha, Patrick Fournillier, Frédéric Chaslin, Reinbert de Leew, Dmitri Jurowski, Lutz Köhler i Christoph Spering entre d'altres. El seu primer contracte professional com a director d'orquestra simfònica va vindre de la mà de l'Orquestra d'Extremadura, des d'eixe moment entre altres ha dirigit a l'Orquestra i Cor Nacionals d'Espanya, Orquestra Simfònica de RTVE, l'Orquestra del País Valencià, Jove Orquestra Nacional d'Espanya, Simfònica de Galícia en el Concurs Internacional de Piano d'El Ferrol, Simfònica de Bilbao, Orquestra de Tenerife, Orquestra de València, Simfònica d'Euskadi, Orquestra Simfònica de Navarra "Pablo Sarasate", Simfònica de la regió de Múrcia, Jove Orquestra de la Comunitat de Madrid, Òpera de San Francisco (EUA), Camerata Musica Wien, Musikverein St. Pölten, Ignaz Pleyel Jugend Sinfonieorchester de Viena a Àustria, Orquestra Simfònica de Szeged i Orquestra Simfònica Savaria de Szombathely a Hongria, Orquestra Filharmònica d'Oradea (Romania), Orquestra de la Radiotelevisió Eslovaca de Bratislava (Eslovàquia), les italianes Felsina Chamber Orquestra, l'Orquestra i Cor del Teatre "Carlo Felice" de Gènova, i Orchestra Progetto Sipario al Teatre Rossini de Pesaro, l'Orquestra i Cor del Teatre Wielki de Poznań (Polònia) o l'Orquestra de Cambra de Praga (Txèquia).
Entre les seues produccions cal destacar "El gat amb botes" de Xavier Montsalvatge, El rey que rabió en el castell de Peralada amb producció d'Emilio Sagi, El retablo de Maese Pedro, The Beggar's, òpera de Britten en el Festival de Castleton que presideix Lorin Maazel en Comtat de Rappahannock (Virgínia, EUA) a més de compartir en els concerts simfònics el podi amb el mateix Maazel, Timothy Myers i Andreas Weiser. La ja esmentada Manon de Jules Massenet, una coproducció de Los Angeles Opera i la Staatsoper Unter den Linden de Berlín, amb posada en escena de Vincent Paterson.
Ha actuat amb les sopranos Elena de la Mercéd i Ailyn Pérez, el tenor italià Vittorio Grigolo, la mezzosoprano María José Suárez, el guitarrista José María Gallardo o la violinista Isabelle van Keulen entre altres en països com Espanya, Àustria, USA, Itàlia, Abu Dabhi, Hongria, Romania o Mèxic. Ha gravat amb els segells RNE, RTVE.
Fora del terreny professional, l'any 2010 va ser l'encarregat de dirigir l'Himne de Festes d'Alcoi, acte que comença oficialment les festes de Moros i Cristians d'Alcoi.